# Ił-14
Ił-14 (ros. Ил-14) – radziecki śmigłowy samolot pasażersko-transportowy z 1950 r. zaprojektowany w biurze konstrukcyjnym Iljuszyna.

## Historia

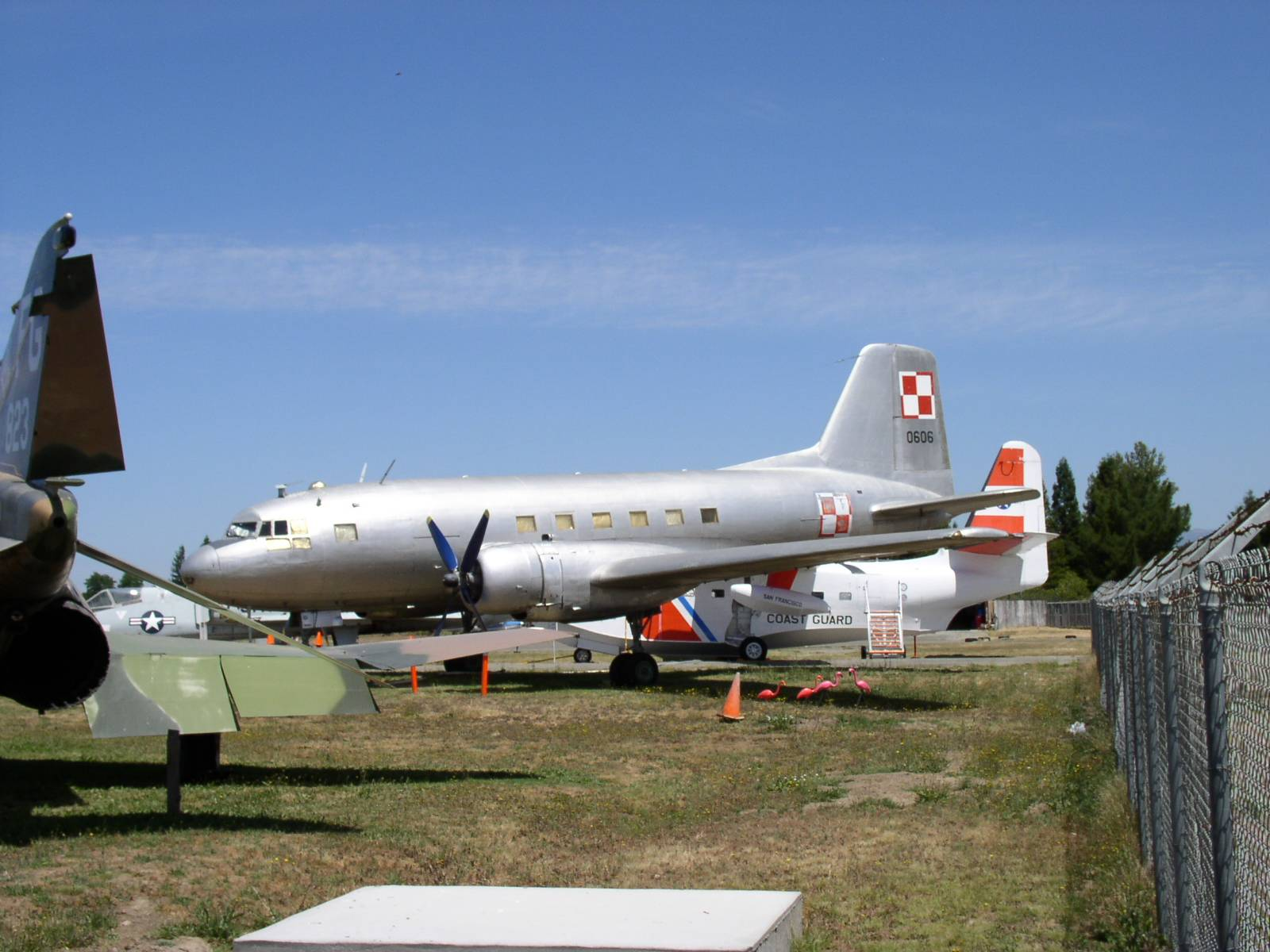
Ił-14 z polskimi znakami w zbiorach Pacific Coast Air Museum

Ił-14 powstał na bazie doświadczeń związanych z eksploatacją dwusilnikowych samolotów Ił-12, DC-3 i Li-2. Uznano, że konieczne jest zbudowanie maszyny dysponującej osiągami pozwalającymi na kontynuowanie startu w przypadku awarii jednego silnika. Pierwsze prace koncepcyjne z 1947 r. zakładały zbudowanie na bazie Ił-12 samolotu wyposażonego w silniki gwiazdowe ASz-73 o mocy 2400 KM i zdolne do przewiezienia 48 pasażerów. Koncepcję zarzucono, ponieważ uznano, że samo zastosowanie mocniejszego silnika nie prowadzi do powstania konstrukcji o lepszych właściwościach. Postanowienie Rady Ministrów ZSRR z 9 października 1949 r. i uchwałą Rady Ministrów ZSRR z 10 czerwca 1950 roku dało początek pracom biura konstrukcyjnego Iljuszyna nad polepszeniem i unowocześnieniem samolotu Ił-12 z wykorzystaniem silników ASz-82Fn.
W nowym samolocie niezmieniony pozostał kadłub, usterzenie poziome oraz podwozie natomiast nowe były skrzydła (mniejsze o 3 m²), kształt usterzenia pionowego i silniki o większej mocy i mniejszym zużyciu paliwa. Zbiorniki paliwa przeniesiono z centropłata do części zewnętrznych skrzydeł. Prototyp został oblatany 20 września 1950 roku przez pilota doświadczalnego Władimira Kokkinaki. Wersja pasażerska, oznaczona jako Ił-14P, została oblatana w 1953 roku.
Początkowo produkowano 18-miejscową wersję Ił-14P, a w roku 1956 powstała wersja Ił-14M z przedłużonym o 1 metr kadłubem i większą liczbą miejsc pasażerskich. Produkowano także wersje transportowe (Ił-14G i Ił-14T) oraz desantową Ił-14D. Ogółem w latach 1954–1960 zbudowano 1112 sztuk, w tym 80 Ił-14P na licencji w NRD i 203 jako Avia AV-14 na licencji w Czechosłowacji. Samoloty Ił-14 używane były w komunikacji lotniczej ZSRR i państw bloku socjalistycznego (w tym w Polsce) do końca lat siedemdziesiątych. Lotnictwo wojskowe korzystało z wersji transportowej i desantowej. Samolot Ił-14 wykazywał bardzo dobre własności w lotach polarnych w Arktyce i na Antarktydzie.

## Ił-14 w lotnictwie polskim
W Polsce Ił-14 pojawił się w 1955 roku, Polskie Linie Lotnicze LOT zakupiły 6 samolotów w wersji Ił-14P mogące przewozić 14 pasażerów. Miały one następujące znaki rejestracyjne:
- SP-LNA
- SP-LNB
- SP-LNC
- SP-LND
- SP-LNE
- SP-LNF

Kolejne sześć samolotów LOT zakupił w Niemieckiej Repubublice Demokratycznej (NRD) w 1957 roku. Maszyny mogły przewozić 26 pasażerów i miały następujące znaki:
- SP-LNG
- SP-LNH
- SP-LNI
- SP-LNK
- SP-LNL
- SP-LNM

W Czechosłowacji zakupiono pasażersko-towarową Avię AV-14P, która otrzymała oznaczenia SP-LNN. W latach 1957 i 1958 samoloty produkcji radzieckiej poddano modernizacji w NRD, zwiększając we wszystkich samolotach liczbę miejsc do 26. Latem 1964 i 1965 roku wypożyczono z NRD trzy iły przystosowane do przewozu truskawek. Polskie owoce eksportowano m.in. do krajów skandynawskich. Iły obsługiwały zagraniczne połączenia LOT-u do 1961 roku, kiedy to wprowadzono Iły-18, które wyparły samoloty Ił-14 na linie krajowe. Zrezygnowano tu z obecności stewardesy na pokładzie, załoga składała się tylko z dwóch pilotów i radiotelegrafisty. Na początku lat 60. we wszystkich używanych maszynach zwiększono liczbę miejsc dla pasażerów do 32. Po dekadzie latania z powodu ograniczeń eksploatacyjnych zmniejszono liczbę pasażerów do 28. Ił-14 używany był przez linię lotniczą do lipca 1972 roku. Jeden z LOT-owskich samolotów uległ rozbiciu 14 czerwca 1957 roku podczas podchodzenia do lądowania na lotnisku w Moskwie podczas burzy. Zginęło pięciu pasażerów i czterech członków załogi. 
W 1968 r. samoloty SP-LNB i SP-LNE zostały przerobione na samoloty aerofotogrametryczne użytkowane następnie przez Przedsiębiorstwo Usług Lotniczych Aeropol. W 1970 r. samolot SP-LNG został przejęty przez Zarząd Ruchu Lotniczego i Lotnisk Komunikacyjnych. Na początku lat siedemdziesiątych ten samolot dostosowano do badania struktury pola elektromagnetycznego oraz analizy widma sygnałów emitowanych przez urządzenia lotnicze. Równolegle do cywilnego przewoźnika również wojska lotnicze zakupiły około 20 samolotów. Ił-14 wykorzystywany był do zadań transportowych, kurierskich, do szkolenia spadochroniarzy oraz jako latająca salonka dla członków rządu.

## Wersje

Silnik ASz-82FN eksponowany w MLP w Krakowie

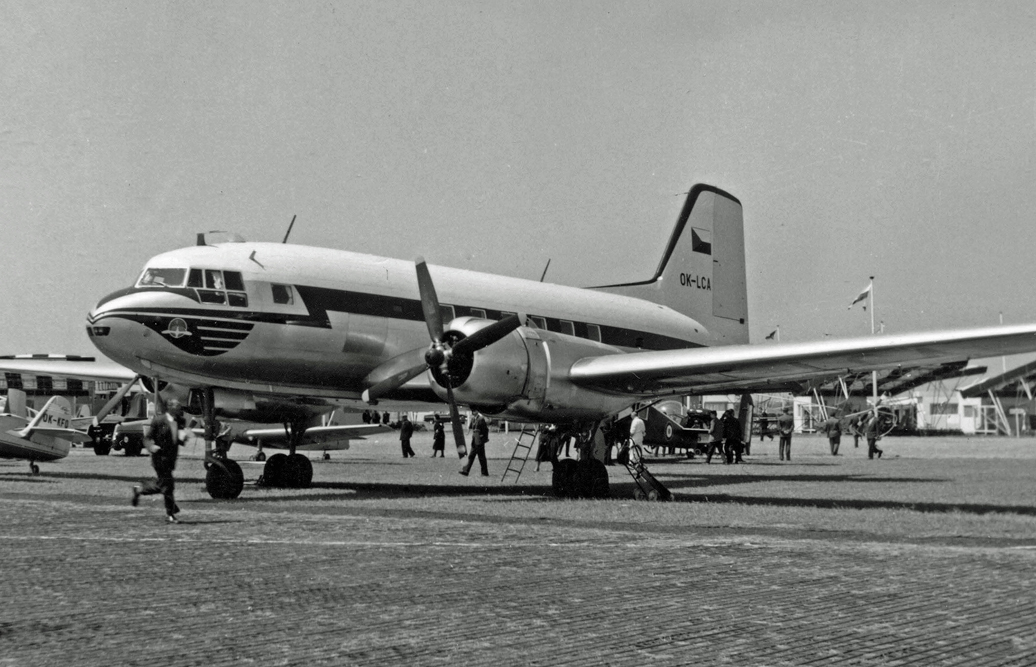
Czechosłowacka Avia 14, 1957 r.

- Ił-14P – podstawowa wersja produkowana od roku 1950 (także w NRD), 18 miejsc pasażerskich
- Ił-14M – wersja z przedłużonym o 1 metr kadłubem, produkowana od 1956 r., 24, a potem 28 lub 32 miejsca pasażerskie
- Ił-14G – wersja transportowa
- Ił-14T – wersja transportowa
- Ił-14D – wersja desantowa
- Ił-14S – salonka
- Avia AV-14 – oznaczenie Ił-14P produkowanego na licencji w Czechosłowacji
- Avia 14 Super – 42-miejscowa wersja produkowana w Czechosłowacji
- Ił-14FG – wersja fotogrametryczna (do wykonywania fotografii) z przedłużonym przeszklonym dziobem produkowana w Czechosłowacji

## Konstrukcja
Dwusilnikowy samolot pasażerski o konstrukcji metalowej w układzie dolnopłatu.
Kadłub o przekroju kołowym i średnicy 2,8 m. W przedniej części znajduje się kabina załogi z miejscami dla dwóch pilotów, radiotelegrafisty i mechanika pokładowego. Za nią znajduje się bufet i bagażnik, za którymi jest umiejscowiona kabina pasażerska, toaleta i drugi bagażnik. Szkielet kadłuba składa się z 48 wręg i 52 podłużnic. Drzwi wejściowe do kabiny znajdują się na prawej burcie samolotu. Kadłub jest pokryty blachą duraluminiową o grubości od 0,6 do 1,8 mm. Kadłub jest zakończony wolnonośnym usterzeniem o konstrukcji i pokryciu metalowym. Stateczniki poziome trójdźwigarowe, stery kryte płótnem.
Skrzydła trójdzielne, trójdźwigarowe, o konstrukcji półskorupowej. Centropłat o obrysie prostokątnym, końcówki płata o obrysie trapezowym. Wyposażony w lotki i hydrauliczne klapy szczelinowe na zewnętrznej części płata i krokodylowe na wewnętrznej. Krawędź natarcie płata i usterzenia odladzana za pomocą ciepłego powietrza. Pokrycie skrzydeł jest wykonane z blachy o grubości od 0,8 do 2 mm. W zewnętrznych częściach skrzydeł są umieszczone cztery zbiorniki paliwa o łącznej pojemności 3520 litrów.
Podwozie chowane w locie, podwozie główne z podwójnymi kołami, kółko przednie samonastawne. Amortyzacja podwozia olejowo-powietrzna. Do napędu zastosowano dwa 14-cylindrowe silniki gwiazdowe ASz-82T o mocy nominalnej 1199 kW (1630 KM), startowej 1397 kW (1900 KM) i przelotowej 864 kW (1150 KM). Napędzają czterołopatowe samoprzestawialne śmigła o średnicy 380 cm. Za silnikami znajdują się zbiorniki oleju o pojemności 142 l.